# Wings (finnische Band)
Wings war eine finnische Death-Metal-Band aus Vaasa, die im Jahr 1992 gegründet wurde und sich nach 1996 wieder auflöste.

## Geschichte
Die Band wurde im Jahr 1992 als Ein-Mann-Projekt von Gabriel Suoraniemi gegründet. Es wurden die ersten Lieder entwickelt und aufgenommen. Daraus entwickelte sich die EP Thorns on thy Oaken Throne, die 1993 über Adipocere Records veröffentlicht wurde, die eine Auflage von 1000 Stück hatte. Danach kamen weitere Mitglieder zur Band, sodass die Besetzung vervollständigt wurde. Im Jahr 1996 folgte das Debütalbum Diatribe über Woodcut Records, das eine Auflage von 3000 Stück hatte. Für den Herbst 1998 war eine zweite Veröffentlichung über Woodcut Records geplant, jedoch kam es dazu nie.

## Diskografie
- 1992: Bitterness (Demo, Eigenveröffentlichung)
- 1993: Thorns on thy Oaken Throne (EP, Adipocere Records)
- 1994: The Sun (Demo, Eigenveröffentlichung)
- 1995: Diatribe (Album, Woodcut Records)